# Vuurverguldsel

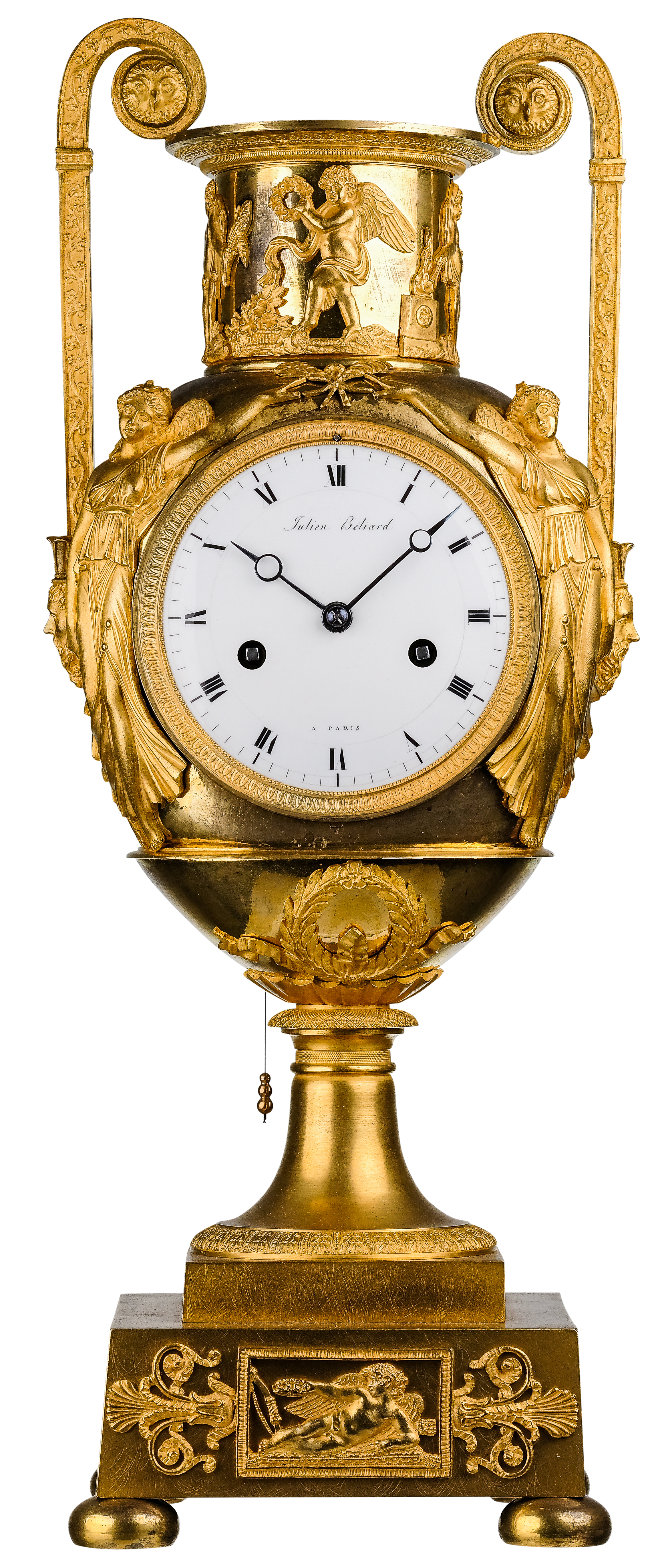
Klok met vuurverguldsel (na 1800) van Julien Béliard, Parijs.

Vuurvergulden, ook afroken genoemd, is een oude techniek van opbrengen van goud op een metalen ondergrond. Goudamalgaam, een oplossing van fijn goudpoeder in kwik werd door onderdompeling of met een kwastje op het te vergulden object aangebracht. Daarna werd het object, vaak een bronzen beeldje of een ornament van een klok, met vuur sterk verhit. Het kwik verdampte en het goud sloeg neer op het brons.
De techniek was uiterst gevaarlijk omdat kwikdamp een zwaar vergif is. De werklieden verloren hun tanden, hun haar en uiteindelijk hun verstand en hun leven. Rond 1830 werd de techniek overal streng verboden. Een groot project waarbij deze techniek werd gebruikt is de gouden koepel van de Izaäkkathedraal in Sint-Petersburg. De overlevering spreekt van 17 slachtoffers van kwikvergiftiging.
Vuurvergulde klokken, vooral pendules zijn zeldzaam en kostbaar. Het vuurvergulde oppervlak is kwetsbaar en het kan moeilijk hersteld worden.